# Arutua (comuna)
Arutua é uma comuna da Polinésia Francesa, no arquipélago de Tuamotu. Estende-se por uma área de 45 km², com 1.759 habitantes, segundo os censos de 2007, com uma densidade de 39 hab/km².